# Maarten Schakel sr.
Maarten Willem Schakel (Meerkerk, 17 juli 1917 – Gorinchem, 13 november 1997) was een Nederlands politicus en verzetsstrijder tijdens de Tweede Wereldoorlog. 

## Jeugd en opleiding
Schakel werd geboren als zoon van een gereformeerde sigarenhandelaar. Hij volgde de "School met den Bijbel" te Meerkerk en tot 1931 de christelijke ulo te Gorinchem. In dezelfde plaats ging hij tot 1935 naar de kweekschool. Schakel bleef in de crisisjaren echter werkloos en haalde in 1937 zijn hoofdakte.

## Verzetswerk
De meidagen van 1940 maakte hij als dienstplichtig militair mee. Daarna was hij tot oktober 1943 in het onderwijs werkzaam. Vervolgens ging hij in het verzet. Hij maakte deel uit van de Vrij Nederland-groep, was onder de schuilnaam "Jan Snor" lid van een verzetsgroep in de Alblasserwaard, was later lid van de verzetsgroep André in Sprang-Capelle en werd in 1944 garnizoenscommandant Binnenlandse Strijdkrachten te Gorinchem. Hij werd gevangengenomen, maar werd in april 1945 uit een politiecel in Schoonhoven bevrijd door Richard Navest ("de baviaan"), vlak voordat hij door de Duitsers zou worden geëxecuteerd.

## Naoorlogse werkzaamheden

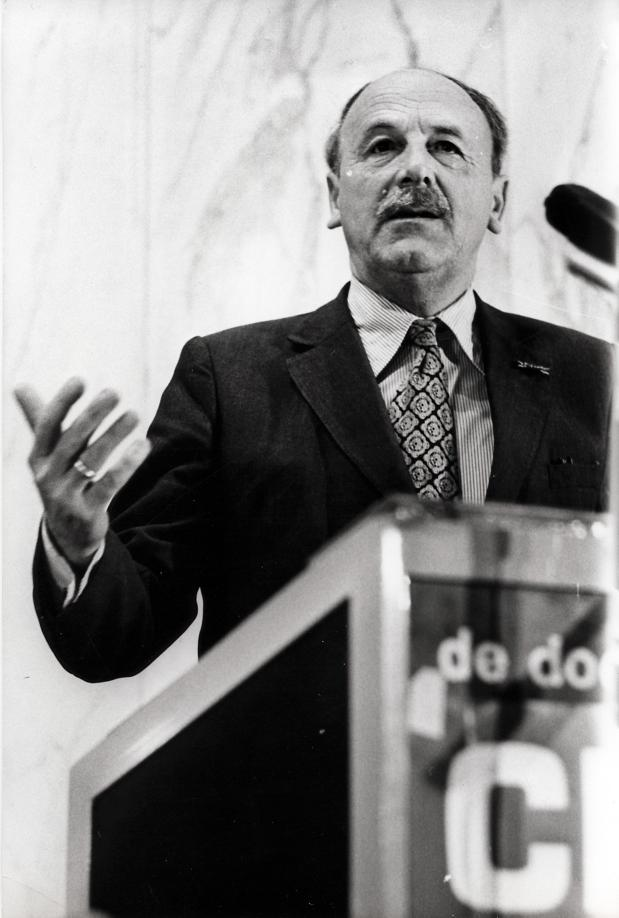
Schakel tijdens een ARP-partijraad in Rotterdam (1978).

Schakel solliciteerde naar het gedeelde burgemeesterschap van de drie gemeenten Noordeloos, Hoogblokland en Hoornaar. Hij werd per 1 januari 1946 benoemd en was destijds de jongste burgemeester van Nederland. Datzelfde jaar werd hij lid van de ARP. In 1964 werd hij lid van de Tweede Kamer, waar hij bekend werd als een begaafd spreker, die zijn redevoeringen altijd uit het hoofd uitsprak. Hij behoorde tot de behoudende vleugel van de ARP, zo stemde hij onder andere in 1973 tegen de totstandkoming van het kabinet-Den Uyl. Nadat zijn partij was opgegaan in het CDA was hij in 1979 vicefractievoorzitter. Op 10 juni 1981 verliet hij de Kamer. Per 1 augustus 1982 ging Schakel met pensioen als burgemeester van de drie door hem bestuurde gemeenten; hij bleef echter tot 1 januari 1986 aan als waarnemend burgemeester. Hij had de reputatie alle inwoners van de gemeenten waar hij burgemeester van was bij naam te kennen.

## Personalia
Maarten Schakel trouwde na de oorlog met Anna Margaretha Konings met wie hij later zes kinderen kreeg. Hij overleed op tachtigjarige leeftijd. Een van zijn zoons, Maarten Schakel jr., was namens het CDA burgemeester van Lopik.

## Borstbeeld

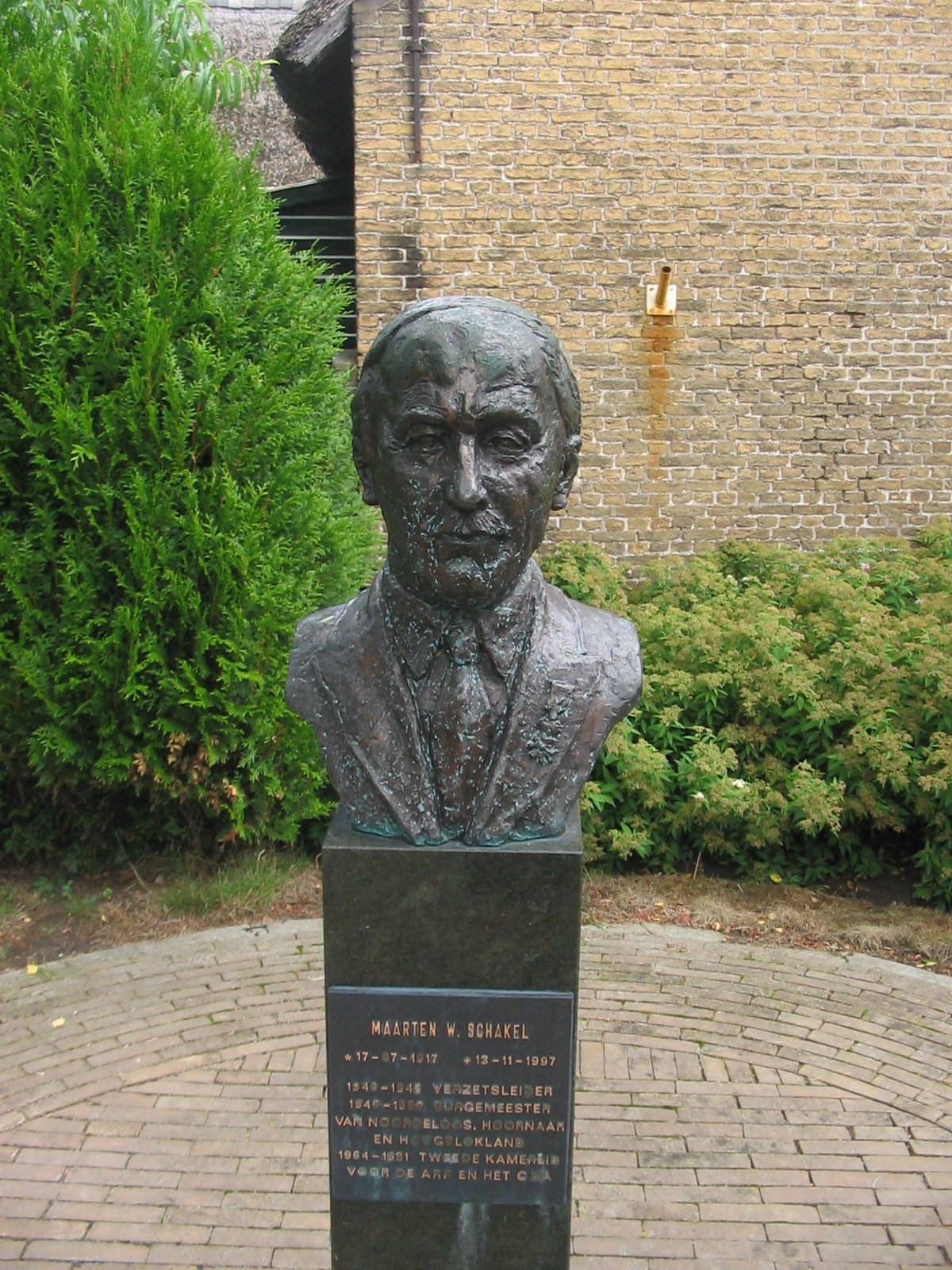
Het borstbeeld van Maarten W. Schakel

Op 10 mei 2002 onthulde oud-premier Dries van Agt in Noordeloos een borstbeeld van Schakel. Het was gemaakt door beeldhouwer Marcus Ravenswaaij op initiatief van oliehandelaar A.A. de Haan, een goede vriend van Schakel. In januari 2007 werd het borstbeeld een aantal weken van de sokkel gehaald om een mal voor een replica te maken. Dit uit voorzorg voor het toenemende aantal koperdiefstallen.

## Trein
Op 26 augustus 2008 maakte vervoersmaatschappij Arriva bekend een van de nieuwe treinen voor de Merwede-Lingelijn naar Maarten Schakel te vernoemen. Sinds september 2008 rijdt deze trein onder nummer 506 tussen Dordrecht en Geldermalsen v.v.

## Publicaties
Schakel publiceerde verschillende werken, onder andere zijn memoires uit de Tweede Wereldoorlog, geschiedkundige publicaties over de Alblasserwaard en een aantal korte verhalen.